# FC Linz
FC Linz was een Oostenrijkse voetbalclub uit de stad Linz.

## Geschiedenis
Op 30 juni 1946 werd SV Eisen und Stahl 1946 Linz opgericht met zwart-witte clubkleuren. Op 10 november 1949 werd de clubnaam veranderd in SK VÖEST Linz, in de zomer van 1972 werden de clubkleuren in blauw-wit veranderd. Twee jaar later won de club de eerste en enige landstitel.
In 1978 werd de naam dan in SK VOEST Linz veranderd. In 1990 scheurt de voetbalafdeling zich van de sportclub af en wordt zo FC VOEST Linz. Na de terugtrekking van de Vereinigten Oesterreichischen Eisen- und Stahlwerke (VOEST) in 1991 veranderde de clubnaam in FC Stahl Linz. Omdat vele vonden dat Stahl nog deed herinneren aan de vroegere geldschieter VOEST werd besloten om de club om te dopen in FC Linz in 1993. De 2de-klasser haalde een klein succesje door de finale van de beker te halen in 1994, maar verloor daarin met 0-4 van Austria Wien.
Na het seizoen 1996/97 werd om economische redenen en onder druk van de buitenwereld besloten te fuseren met stadsrivaal LASK Linz. Datzelfde jaar werd FC Blau-Weiß Linz als opvolger van FC Linz opgericht.

## Erelijst
- Landskampioen

1974
- Beker

Finalist: 1978, 1994

## VÖEST Linz in Europa
#Q = #kwalificatieronde, #R = #ronde, T/U = Thuis/Uit, W = Wedstrijd, PUC = punten UEFA coëfficiënten .
Uitslagen vanuit gezichtspunt VÖEST Linz
| Seizoen                                                    | Competitie  | Ronde | Land                                         | Club               | Totaalscore | 1e W    | 2e W    | PUC |
| ---------------------------------------------------------- | ----------- | ----- | -------------------------------------------- | ------------------ | ----------- | ------- | ------- | --- |
| 1972/73                                                    | UEFA Cup    | 1R    | Vlag van Duitse Democratische Republiek      | Dynamo Dresden     | 2-4         | 0-2 (U) | 2-2 (T) | 1.0 |
| 1974/75                                                    | Europacup I | Q     | Vlag van Spanje (11 okt. 1945- 20 jan. 1977) | FC Barcelona       | 0-5         | 0-0 (T) | 0-5 (U) | 1.0 |
| 1975/76                                                    | UEFA Cup    | 1R    | Vlag van Hongarije                           | Vasas SC Boedapest | 2-4         | 2-0 (T) | 0-4 (U) | 2.0 |
| 1980/81                                                    | UEFA Cup    | 1R    | Vlag van Tsjechië                            | TJ Zbrojovka Brno  | 1-5         | 1-3 (U) | 0-2 (T) | 0.0 |
| Totaal aantal behaalde punten voor UEFA coëfficiënten: 4.0 |             |       |                                              |                    |             |         |         |     |

## Bekende (oud-)spelers
- Didier Frenay (1995-1997)
- Alain Bettagno (1996-1997)
- Eric Groeleken (1996-1997)
- Erik Mykland (1996-1997)
- Hugo Sanchez (1995-1996)